# 鸡川镇
鸡川镇，是中华人民共和国甘肃省定西市通渭县下辖的一个乡镇级行政单位。

## 行政区划
鸡川镇下辖以下地区：
中川社区、许堡村、司川村、上店村、金城村、水莲村、苟堡村、牛坡村、苟岔村、永和村、太平村、杨川村、丁店村、上马村、川道村和四合村。